# 아아!
아아!(일본어: あぁ!)는 헬로! 프로젝트에 소속된 일본의 여성 아이돌 그룹이다.

## 멤버
연령순서의 표기. 괄호내는 결성 당시의 소속 그룹.

### 제1기
- 다나카 레이나 (모닝구무스메。) - 리더
- 나츠야키 미야비 (Berryz코보)
- 스즈키 아이리 (℃-ute)

### 제2기
- 나츠야키 미야비 (Berryz코보) - 리더
- 스즈키 아이리 (℃-ute)
- 사호 아카리 (전 하로프로에그, 현 업업걸즈(가))

## 그룹명의 유래
「기쁨, 슬픔, 한탄, 외침… 등, 여러 가지 감정을 표현하는 말로써 세계의 공통어. 아티스트명에서도 50음도순에서 반드시 앞에 온다.」(층쿠♂) 라는 것으로 명명되었다. 하지만 실제로는 CD샵에서「모닝구무스메。」혹은「헬로! 프로젝트」의 자리에 함께 진열되는 경우가 많아, 층쿠♂의 희망대로 50음도순의 가장 앞에 진열된 적은 거의 없었다.

## 약력
2003년
- 9월 12일, 헬로! 프로젝트에서 19번째 신유닛으로써 결성이 발표되었다.

전원이 헤이세이에 태어났기 때문에 평균 연령 11세의 헬로! 프로젝트 최연소 유닛으로 화제가 되었다.
- 10월 26일, 하로모니에서「으뜸!! 니이가키학원 아아! 결성기념 번외편」을 방송.
- 10월 29일, 첫 번째 싱글「FIRST KISS」발매.
- 10월 31일,「뮤직 스테이션」에 출연해「FIRST KISS」를 피로.
- 12월 17일, 옴니버스 앨범 풋치베스트4에「FIRST KISS」가 수록되었다. 그리고 같은날 발매된 풋치베스트4 DVD에「FIRST KISS」의 PV가 수록되었다.

2006년
- 1월,「Hello! Project 2006 Winter ~원더풀 하츠~」콘서트에서 오리지널 멤버가「FIRST KISS」를 피로하였다.

2007년
- 9월 9일,「℃-ute 콘서트 투어 2007 가을 ~방과후의 에센스~」에서 스즈키 아이리가「FIRST KISS」를 피로하였다.

2009년
- 7월 15일, 커버 앨범「チャンプル①〜ハッピーマリッジソングカバー集〜」에서「YES-YES-YES」를 커버. 이 곡부터, 다나카에 대신해 하로프로에그의 사호 아카리가 가입.
- 7월 19일 ~ 8월 9일, 헬로! 프로젝트의 콘서트 투어「Hello! Project 2009 SUMMER 혁명원년 ~Hello! 챤푸루~」에 출연.「꿈과 현실」(夢と現実)를 피로했다.
- 12월 2일,「풋치베스트10」에「꿈과 현실(夢と現実)」이 수록되었다.

2010년
- 1월 5일 ~ 24일, 헬로! 프로젝트의 콘서트 투어「Hello! Project 2010 WINTER 가초풍월 ~셔플데이트~」에 출연.「FIRST KISS」,「꿈과 현실(夢と現実)」을 피로했다.
- 7월 18일 ~ 8월 8일, 헬로! 프로젝트의 콘서트 투어「Hello! Project 2010 SUMMER ~판코라!~」에 출연.「FIRST KISS」(나고야 낮 공연),「정몽(正夢)」(시부야 밤 공연)을 피로했다.

2011년
- 1월 2일 ~ 23일, 헬로! 프로젝트의 콘서트 투어「Hello! Project 2011 WINTER ~환영 신선축제~」에 출연.「DON'T STOP 연애중(DON'T STOP 恋愛中)」(A-1 공연),「샤이닝 사랑해 너무나 당신(シャイニング 愛しき貴方)」(A-2 공연)을 피로했다.
- 4월 18일, 사호 아카리가 연수 과정을 수료(=졸업).

2015년
- 3월 3일, 나츠야키 미야비가 Berryz코보의 무기한 활동 정지. 동시에 헬로! 프로젝트를 졸업.

2017년
- 6월 12일 - 스즈키 아이리가 ℃-ute의 해산으로 동시에 헬로! 프로젝트를 졸업. 이로써 멤버 전원이 졸업한 상태이다.

2021년
- 3월 6일 -「M-line Special 2021 ~Make a Wish!~」(미야기 공연)에서「FIRST KISS」、「정몽(正夢)」을 피로했다. 다나카, 스즈키, 나츠야키가 헬로! 프로젝트를 졸업한 이래 첫 피로이며, 10년 만에 피로였다.

2023년
- 9월 10일 - Hello! Project 25th ANNIVERSARY CONCERT『ALL FOR ONE & ONE FOR ALL!』ACT I에서「FIRST KISS」를 피로했다. 덧붙여, 나츠야키와 스즈키는 ACTI에의 출연 예정이 없었기 때문에, 시크릿 게스트로 출연했다.

## 음악

### 싱글
1. FIRST KISS (2003년 10월 29일)
  - 커플링：正夢
  - 싱글V는 발매되지 않았지만,「풋치베스트4 DVD」에 PV가 수록되었다.

### 앨범
1. プッチベスト4 (2003년 12월 17일)
2. ハロー！プロジェクト スペシャルユニット メガベスト (2008년 12월 10일)
3. チャンプル①～ハッピーマリッジソングカバー集～ (2009년 7월 15일)
  - YES-YES-YES를 수록.
4. プッチベスト10 (2009년 12월 2일)
  - 夢と現実를 수록.

## 같이 보기
- 모닝구무스메。
- Berryz코보
- ℃-ute
- 하로프로연수생 (구.하로프로에그)
- ZYX
- Buono!